# Новодержкин, Борис Анатольевич
Бори́с Анато́льевич Новоде́ржкин (род. 16 мая 1960, Москва) — российский и болгарский психолог, теле- и радиоведущий.

## Биография
Родился 16 мая 1960 года в Москве. В школьные и университетские годы играл на ударных инструментах в музыкальной группе.
В 1977 году поступил на факультет психологии МГУ, который закончил в 1982 году. После окончания университета работал психологом на Московском Радиотехническом заводе.
В 1986—1989 годах преподавал психологию в Высшей комсомольской школе (ныне — Московский гуманитарный университет), проводил первые в СССР бизнес-тренинги.
В конце 80-х годов проводил психологические тренинги и семинары в университете города Гиссен (Германия); совместно с Gestalt-Institut Frankfurt am Main участвовал в организации программы подготовки гештальт-терапевтов в России. Под его руководством были впервые организованы психологические семинары по методу Берта Хеллингера. В 1994 году создал собственный учебный психологический центр, которым руководил вплоть до 2006 года.
В 2007 году Новодержкина приглашают на место ведущего программы «Доброй ночи» на 1 канале.
В 2008 году общественный резонанс вызвало публичное заявление Новодержкина о том, что у Дмитрия Медведева (на тот момент — новоизбранного президента России) нет «сексуальной харизмы». В этом же году Новодержкин в качестве эксперта участвует в организованном «РИА-Новости» публичных дебатах, посвящённых проблемам современной российской семьи.
В 2009 году Новодержкин создал некоммерческий телевизионный интернет-проект «Веб-квартирники». Целью проекта было возрождение традиции советских времен, в соответствии с которой простые граждане («квартирники») устраивали у себя дома концерты, встречи с поэтами и выставки.
В 2012 году Новодержкин выступил с публичным заявлением против нарушений в ходе судебного процесса над участницами группы Pussy Riot.
Новодержкин неоднократно выступал в СМИ в качестве приглашенного эксперта-психолога.

## Деятельность в качестве ведущего
Новодержкин выступал в качестве ведущего в ряде теле- и радиопередач, тем или иным образом связанных с психологией. Некоторые передачи:
- Телеканал «Первый канал»: ведущий программы «Доброй ночи» (вместе с Ксенией Стриж)[4][35][36][37].

- Телеканал «НТВ»: соведущий программы «Две правды»[5][7].

- Телеканал «Домашний»: соведущий программ «Поговори с ней»[5][38] и «Скажи, что не так»[39].

- Телеканал «ВКТ»: ведущий авторской программы «Откровенный разговор»[40][16][41].

- Радио «Сити-FM»: ведущий авторской программы «Ночной психолог».

- радио «Говорит Москва»: ведущий авторских программ «Ночная психологическая программа»[16] и «В гостях у Бориса Новодержкина»[42].

## Личная жизнь
Дважды женат, один сын от первого брака и трое во втором. В настоящее время проживает в Болгарии в городе Бургас. Увлекается горными лыжами и ударными инструментами.

## В культуре
- Новодержкину приписывают авторство крылатой фразы «Иногда человек готов делать любые абсурдные вещи, чтобы доказать, что он свободен…»[15][43][44].
- Новодержкин считается одним из основателей российской гештальт-терапии[2].